# Béru
Pour les articles homonymes, voir Béru (homonymie).
Béru est une commune française située dans le département de l'Yonne, en région Bourgogne-Franche-Comté. L'activité principale est la culture de la vigne (chablis).

## Géographie

### Climat
Pour des articles plus généraux, voir Climat de la Bourgogne-Franche-Comté et Climat de l'Yonne.
En 2010, le climat de la commune est de type climat océanique dégradé des plaines du Centre et du Nord, selon une étude du Centre national de la recherche scientifique s'appuyant sur une série de données couvrant la période 1971-2000. En 2020, Météo-France publie une typologie des climats de la France métropolitaine dans laquelle la commune est exposée à un climat océanique altéré et est dans la région climatique  Lorraine, plateau de Langres, Morvan, caractérisée par un hiver rude (1,5 °C), des vents modérés et des brouillards fréquents en automne et hiver. 
Pour la période 1971-2000, la température annuelle moyenne est de 10,7 °C, avec une amplitude thermique annuelle de 16 °C. Le cumul annuel moyen de précipitations est de 829 mm, avec 12,3 jours de précipitations en janvier et 8,2 jours en juillet. Pour la période 1991-2020, la température moyenne annuelle observée sur la station météorologique de Météo-France la plus proche, « Chablis_sapc », sur la commune de Chablis à 7 km à vol d'oiseau, est de 11,6 °C et le cumul annuel moyen de précipitations est de 740,3 mm. 
La température maximale relevée sur cette station est de 42,6 °C, atteinte le 25 juillet 2019 ; la température minimale est de −24,2 °C, atteinte le 16 janvier 1985,,. 
Les paramètres climatiques de la commune ont été estimés pour le milieu du siècle (2041-2070) selon différents scénarios d'émission de gaz à effet de serre à partir des nouvelles projections climatiques de référence DRIAS-2020. Ils sont consultables sur un site dédié publié par Météo-France en novembre 2022.

## Urbanisme

### Typologie
Au 1er janvier 2024, Béru est catégorisée commune rurale à habitat très dispersé, selon la nouvelle grille communale de densité à sept niveaux définie par l'Insee en 2022.
Elle est située hors unité urbaine et hors attraction des villes,.

### Occupation des sols
L'occupation des sols de la commune, telle qu'elle ressort de la base de données européenne d’occupation biophysique des sols Corine Land Cover (CLC), est marquée par l'importance des territoires agricoles (68,6 % en 2018), une proportion identique à celle de 1990 (68,6 %). La répartition détaillée en 2018 est la suivante : 
cultures permanentes (37,6 %), forêts (31,4 %), terres arables (16,5 %), zones agricoles hétérogènes (14,4 %). L'évolution de l’occupation des sols de la commune et de ses infrastructures peut être observée sur les différentes représentations cartographiques du territoire : la carte de Cassini (XVIIIe siècle), la carte d'état-major (1820-1866) et les cartes ou photos aériennes de l'IGN pour la période actuelle (1950 à aujourd'hui).

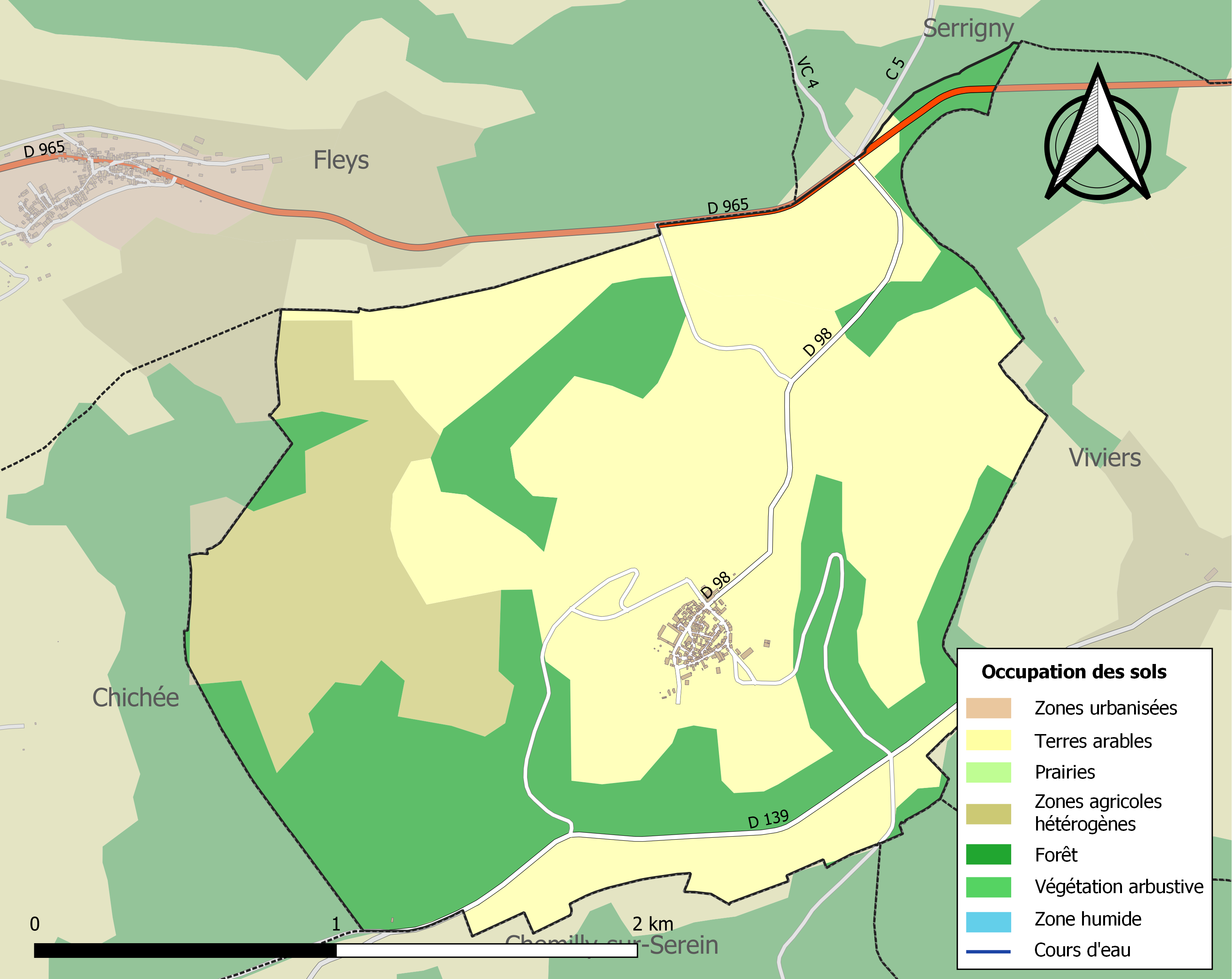
Carte des infrastructures et de l'occupation des sols de la commune en 2018 (CLC).

## Toponymie
Voici plusieurs désignations rencontrées sur les documents historiques :
- « Bru » (1218, abbaye de Pontigny) ;
- « Brue » (1288, cartulaire du comté de Tonnerre) ;
- « Breu » (1315, cartulaire du comté de Tonnerre).

## Politique et administration
| Période | Période      | Identité        | Étiquette | Qualité                |
| ------- | ------------ | --------------- | --------- | ---------------------- |
| 2001    | 2014         | Jean-Guy Gonin  |           | Viticulteur            |
| 2014    | 2017 (décès) | Hubert Daffix   |           |                        |
| 2017    | 2020         | Jérôme Bocquet  |           | Propriétaire récoltant |
| 2020    | En cours     | Sébastien Podor |           | Viticulteur            |

## Démographie
L'évolution du nombre d'habitants est connue à travers les recensements de la population effectués dans la commune depuis 1793. Pour les communes de moins de 10 000 habitants, une enquête de recensement portant sur toute la population est réalisée tous les cinq ans, les populations de référence des années intermédiaires étant quant à elles estimées par interpolation ou extrapolation. Pour la commune, le premier recensement exhaustif entrant dans le cadre du nouveau dispositif a été réalisé en 2007.

En 2022, la commune comptait 75 habitants, en évolution de −2,6 % par rapport à 2016 (Yonne : −1,95 %, France hors Mayotte : +2,11 %).
| 1793 | 1800 | 1806 | 1821 | 1831 | 1836 | 1841 | 1846 | 1851 |
| ---- | ---- | ---- | ---- | ---- | ---- | ---- | ---- | ---- |
| 295  | 318  | 354  | 329  | 336  | 286  | 310  | 311  | 303  |

| 1856 | 1861 | 1866 | 1872 | 1876 | 1881 | 1886 | 1891 | 1896 |
| ---- | ---- | ---- | ---- | ---- | ---- | ---- | ---- | ---- |
| 302  | 268  | 273  | 254  | 244  | 236  | 239  | 238  | 210  |

| 1901 | 1906 | 1911 | 1921 | 1926 | 1931 | 1936 | 1946 | 1954 |
| ---- | ---- | ---- | ---- | ---- | ---- | ---- | ---- | ---- |
| 212  | 203  | 197  | 159  | 158  | 153  | 132  | 107  | 125  |

| 1962 | 1968 | 1975 | 1982 | 1990 | 1999 | 2006 | 2007 | 2012 |
| ---- | ---- | ---- | ---- | ---- | ---- | ---- | ---- | ---- |
| 107  | 91   | 81   | 68   | 70   | 77   | 74   | 74   | 79   |

| 2017 | 2022 | - | - | - | - | - | - | - |
| ---- | ---- | - | - | - | - | - | - | - |
| 76   | 75   | - | - | - | - | - | - | - |

## Culture locale et patrimoine

### Lieux et monuments

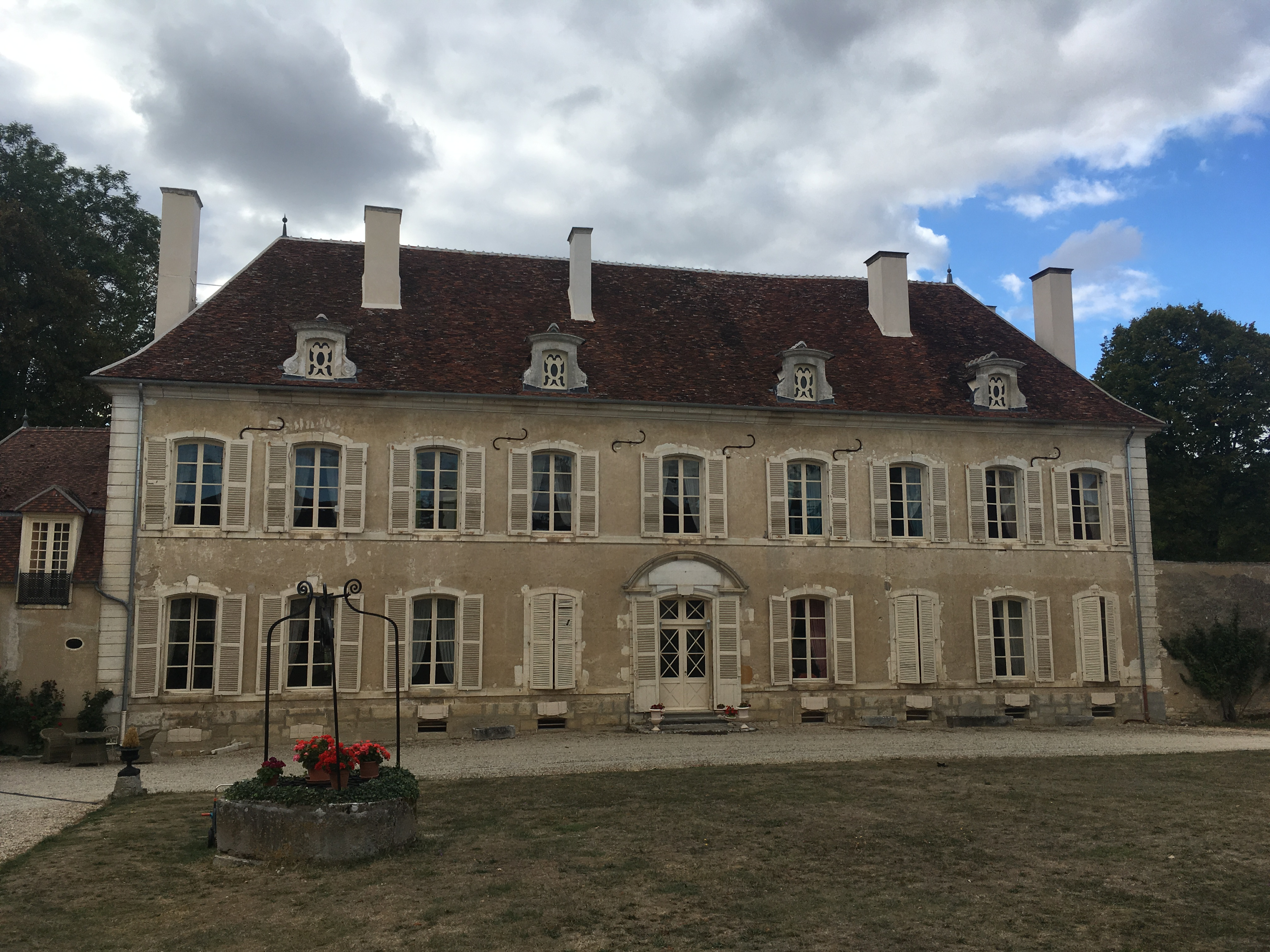
Façade du château de Béru (Yonne).

- Château de Béru, des XVIe, XVIIe et XVIIIe siècles.

- Église Sainte-Madeleine de Béru.

### Manifestations culturelles et festivités
Depuis 2010, le festival du Chablisien se déroule en partie à Béru, notamment autour de l'écrivain Frédéric Dard et de son personnage Bérurier, dit Béru.

### Personnalités liées à la commune
- Léon Lelarge (1811-1863), auteur dramatique né à Béru.

## Pour approfondir